# Parapionycha lizeri
Parapionycha lizeri is een keversoort uit de familie loopkevers (Carabidae). De wetenschappelijke naam van de soort is voor het eerst geldig gepubliceerd in 1929 door Liebke.